# Markus Strassner
Markus Strassner (* 1973) ist ein österreichischer Kunst- und Antiquitätenhändler.

## Leben
Strassner ist gelernter Speditionskaufmann. Sein Vater Norbert Strassner eröffnete 1972 ein Antiquitätengeschäft in Schärding, das Markus Strassner 1994 übernahm und gemeinsam mit seiner Ehefrau Waltraud betreibt. Seit 2020 tritt Strassner im „Händlerraum“ der ServusTV-Sendereihe Bares für Rares Österreich auf.